# AG 12 (ubåt, 1916)
AG 12 var en rysk ubåt av Holland 602GF/602L-typ (AG = Amerikanskij Golland) som tjänstgjorde i den Finska viken under det första världskriget. 
Under det första världskriget opererade ryska och brittiska ubåtar från baser i Finland. De ryska ubåtarna av Holland -typ (AG 11, AG 12, AG 15 och AG 16) borrades i sank den 3 april i hamnen i Hangö, strax innan tyskarna landsteg där. Dessa ubåtar hade bra sjöegenskaper och var lätta att sköta. När de tyska trupperna närmade sig Helsingfors gick den brittiska ubåtseskadern ut och borrade sina ubåtar i sank utanför staden den 4 april 1918. Eskadern bestod av ubåtarna E 1, E 8, E 9, E 19, C 26, C 27 och C 35. De brittiska besättningarna kunde återvända till Storbritannien via Murmansk.
Två av ubåtarna, AG 12 och AG 16, tycktes vara relativt lätt skadade och man beslutade från finländskt håll att bärga dem och iståndsätta dem. Efter bärgningen fördes AG 12 till Åbo och AG 16 till Helsingfors. AG 12 konstaterades dock vara ett hopplöst fall och skrotades snart efter bärgningen.